# Kalalé
Kalalé is een van de 77 gemeenten (communes) in Benin. De gemeente ligt in het departement Borgou en heeft een oppervlakte van 3.586 km². In 2013 telde Kalalé 168.882 inwoners. De gemeente is onderverdeeld in zes arrondissementen:
- Basso
- Bouka
- Dérassi
- Dunkassa
- Kalalé
- Péonga

De gemeente grenst in het oosten aan Nigeria.

## Economie
De voornaamste economische activiteit is de landbouw. Kalalé is de voornaamste producent van katoen van het departement met een productie van ongeveer 16.000 ton in 2020. Er is ook extensieve veeteelt. Kalalé ligt op de weg tussen Nikki en Segbana.

## Bevolking
In 2013 telde Kalalé 168.882 inwoners. In 2002 waren dat er 100.026.
De voornaamste bevolkingsgroepen zijn de Fulbe, de Bariba en de Boo.
Opm: Bevolkingscijfers in duizendtallen
Bron: KALALÉ Commune in Benin; 1979-2013: volkstellingen
Bron: Institut National de la Statistique Benin; 2013: volkstelling

## Geboren
- Bio Guera (1856-1916), opstandeling tegen de Franse kolonisatie